# Voo Condor Flugdienst 3782
O Voo Condor Flugdienst 3782 foi um voo internacional charter do Aeroporto de Stuttgart, Alemanha Ocidental, para o Aeroporto de Adnan Menderes, Turquia, que caiu perto de Seferihisar, em 2 de janeiro de 1988. Na época, a Condor Flugdienst era 100% subsidiária da Lufthansa.

## Descrição do acidente
O voo transcorreu sem incidentes até a aproximação final, quando a aeronave, com o copiloto atuando como piloto em comando, foi liberada para uma aproximação ILS para o radiofarol não direcional e depois para a Pista 35. O ILS da aeronave foi ligado após a passagem pelo NDB, perdendo a curva. A tripulação, confusa, seguiu a direção errada do ILS e atingiu o morro Dümentepe, a 19,4 km do aeroporto, matando todas as 16 pessoas a bordo.

## Resultados da investigação
O capitão, Wolfgang Hechler, de 48 anos, era um ex-piloto de um Starfighter. De acordo com a avaliação do gravador de voz da cabine, ele falava continuamente com o primeiro oficial, mesmo na fase de aproximação e continuava a criticar e insultar, em parte sem referência a obrigações ou assuntos de trabalho.
A investigação concluiu que o acidente ocorreu devido ao uso incorreto de auxiliares de navegação. A causa é atribuída principalmente à falta de adesão aos procedimentos da empresa, especialmente no que diz respeito à coordenação da tripulação durante a abordagem e procedimentos básicos de voo por instrumentos.